# Bulzi
Bulzi (sardisch: Bultzi) ist eine italienische Gemeinde (comune) mit 459 Einwohnern (Stand 31. Dezember 2023) in der Metropolitanstadt Sassari auf Sardinien. Die Gemeinde liegt im Norden der Insel und etwa 26,5 Kilometer ostnordöstlich von Sassari.

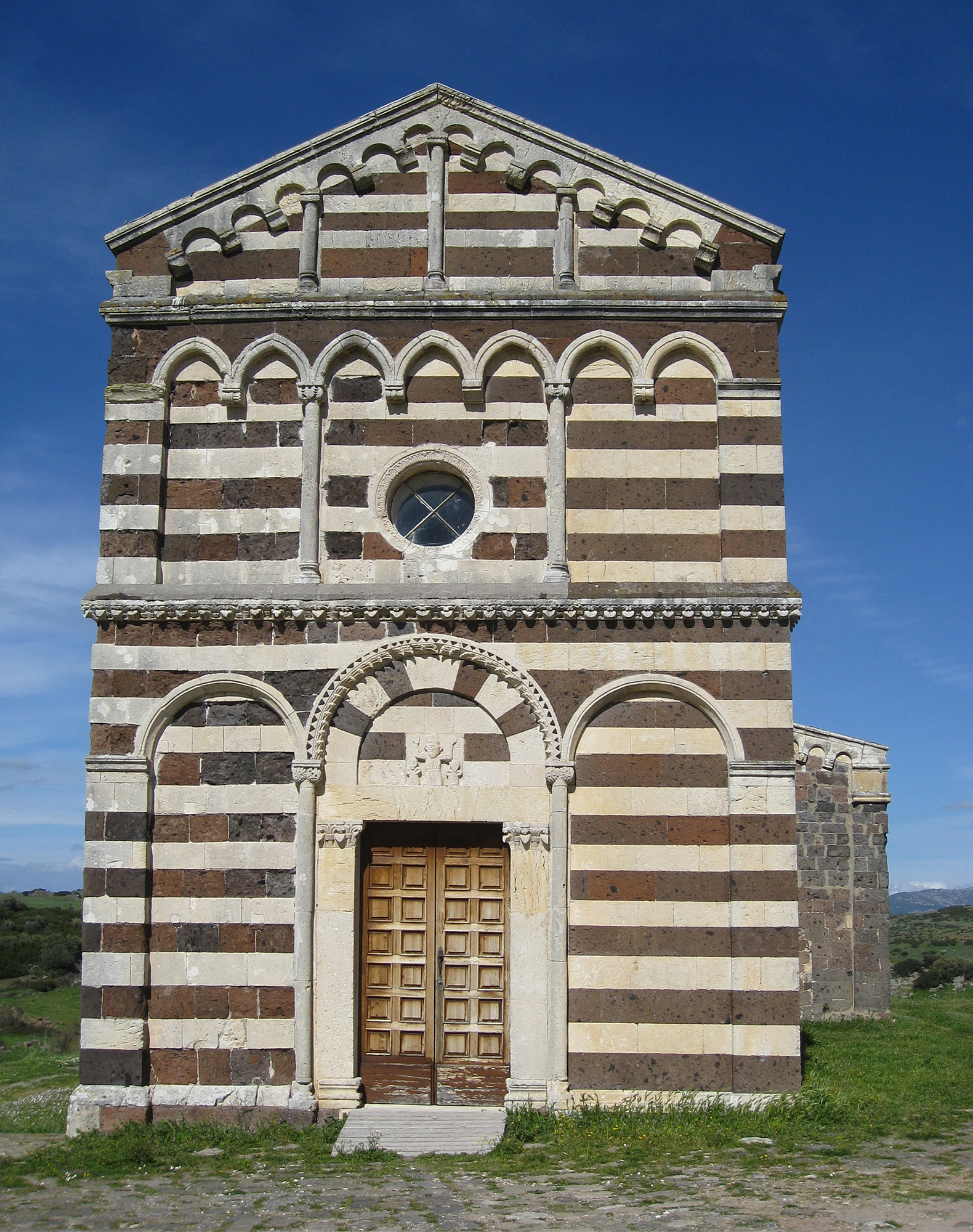
San-Pietro-di-Simbranos

## Verkehr
Durch die Gemeinde führt die Strada Statale 134 di Castel Sardo von Laerru nach Castelsardo.